# Hall Ridge
Hall Ridge är en bergstopp i Antarktis. Den ligger i Västantarktis. Argentina, Chile och Storbritannien gör anspråk på området. Toppen på Hall Ridge är 1 524 meter över havet.
Terrängen runt Hall Ridge är kuperad norrut, men söderut är den platt.  Trakten är obefolkad. Det finns inga samhällen i närheten.